# Quartieri di Modena
I quartieri di Modena sono al momento quattro, in via sperimentale, e ricalcano le passate Circoscrizioni. Al termine di questa fase, dovrebbero diventare sette:   
- Centro Storico;
- Crocetta;
- Buon Pastore;
- Sant'Agnese;
- Madonnina
- San Faustino;
- San Lazzaro-Modena Est

## Storia dei quartieri modenesi
Fin dal 1300 Modena delimitò il suo abitato con delle mura di cinta di protezione alla città, e vi erano cinque porte di entrata alla città: Baggiovara, Saliceto, Albareto, Cittanova e San Pietro; tutte in prossimità della città.
Da queste porte furono creati i primi quartieri di Modena, ed ognuno aveva un capo quartiere che doveva occuparsi della sicurezza dai ladri e malfattori.
Dal 1800 poi Napoleone dimezzò il numero delle parrocchie presenti e delimitò il territorio.
Nel 1962 il territorio comunale venne ripartito in 16 quartieri e frazioni, ridotti a 9 nel 1968, in seguito all'adozione del Regolamento Organismi democratici di Quartiere, e nuovamente aumentati a 12 nel 1971: Centro Storico, San Cataldo, San Faustino, Saliceta San Giuliano, Buon Pastore, Sant'Agnese, San Damaso, Modena Est, San Lazzaro, Crocetta, Quattro Ville, Madonnina.
Con l'istituzione a livello nazionale delle circoscrizioni, i quartieri vennero raggruppati in 7 Circoscrizioni, ridotte nel 1994 a 4:
- Circoscrizione 1: Centro Storico - San Cataldo
- Circoscrizione 2: Crocetta - San Lazzaro - Modena Est
- Circoscrizione 3: Buon Pastore - Sant'Agnese - San Damaso
- Circoscrizione 4: San Faustino - Saliceta San Giuliano - Madonnina - Quattro Ville[1]

Nel 2014, in seguito alla soppressione delle Circoscrizioni nei comuni inferiori a 250.000 abitanti, le quattro circoscrizioni vennero tramutate in via sperimentale in 4 quartieri, privi di un consiglio elettivo, ma con consiglieri volontari nominati dal consiglio comunale. Al termine di tale prima fase, i quartieri dovrebbero diventare 7.

## Zone
Il quartiere Crocetta, comprende anche le zone: Sacca, Quattro Ville ed Albareto.

Il quartiere Buon Pastore comprende zone: San Martino di Mugnano, San Damaso, Portile, San Donnino e Modena Sud.

Il quartiere Madonnina comprende zone: San Cataldo, Cittanova e Modena Nord.

Il quartiere San Faustino comprende zone: Villaggio Zeta, Saliceta San Giuliano e Cognento.